# Ye Qiuyu
Ye Qiuyu (chiń. 叶秋语; ur. 29 listopada 1997) – chińska tenisistka, zwyciężczyni wielkoszlemowego Wimbledonu 2014 w grze podwójnej dziewcząt, srebrna medalistka igrzysk olimpijskich młodzieży w Nankinie (2014), wielokrotna medalistka Letniej Uniwersjady 2019 i Światowych Wojskowych Igrzysk Sportowych 2019.

## Kariera tenisowa
Zadebiutowała w kwietniu 2013 roku na turnieju ITF w Wenshan, w którym wystąpiła dzięki dzikiej karcie. Z rodaczką Han Xinyun osiągnęły półfinał turnieju, w którym przegrały z parą Rika Fujiwara–Junri Namigata. Na swoim koncie ma wygranych szesnaście turniejów w grze podwójnej rangi ITF.
W czerwcu 2014 roku razem z Tami Grende wygrały juniorski turniej Wimbledon w grze podwójnej, pokonując w finale parę Marie Bouzková–Dalma Gálfi.

## Finały turniejów WTA
| Legenda                     | Legenda |
| --------------------------- | ------- |
| Wielki Szlem                |         |
| Igrzyska olimpijskie        |         |
| WTA Tour Championships      |         |
| 2009 – 2020                 |         |
| WTA Premier Mandatory       |         |
| WTA Premier 5               |         |
| WTA Premier                 |         |
| WTA International Series    |         |
| WTA 125K series (2012–2020) |         |

### Gra podwójna 1 (0-1)
| Końcowy wynik | Nr | Data             | Turniej | Nawierzchnia | Partnerka | Przeciwniczki          | Wynik finału      |
| ------------- | -- | ---------------- | ------- | ------------ | --------- | ---------------------- | ----------------- |
| Finalistka    | 1. | 10 września 2017 | Dalian  | Twarda       | Guo Hanyu | Lu Jingjing You Xiaodi | 6:7(2), 6:4, 5–10 |

## Finały juniorskich turniejów wielkoszlemowych

### Gra podwójna (1)
| Końcowy wynik | Rok  | Turniej   | Nawierzchnia | Partnerka   | Przeciwniczki              | Wynik finału |
| Zwyciężczyni  | 2014 | Wimbledon | Trawiasta    | Tami Grende | Marie Bouzková Dalma Gálfi | 6:2, 7:6(5)  |